# Ирландский красный эль
Ирландский красный эль (англ. Irish Red Ale) — вид ирландского пива. В соответствии с классификацией[какой?], ирландский красный эль является разновидностью вида «шотландский и ирландский эль» (англ. Scottish and Irish ale).
Ирландский красный эль — пиво, производящееся методом верхового брожения, но иногда делаются и лагеры.
Может содержать добавки (кукурузу, рис или сахар). Обычно содержит некоторое количество поджаренного (красного) ячменного солода для получения красноватого цвета. Для приготовления используются британские или ирландские солод, хмель и дрожжи.
Ирландский красный эль отличается цветом от янтарного до тёмно-медного, хорошей прозрачностью. Образует небольшую пену от грязно-белого до жёлто-коричневого цвета. Имеет мягкий вкус и сладость карамельного солода, иногда с привкусом поджаренного хлеба с маслом или карамели. Умеренный солодовый аромат с нотками карамели.
Содержание алкоголя в диапазоне от 4 до 6 %.
Ирландский красный эль популярен и за пределами Ирландии, производится также в Великобритании, США, Канаде, Мексике и Австралии.

## Торговые марки
Типичные торговые марки: Moling’s Irish Red Ale, Smithwick’s Irish Ale, Kilkenny Irish Beer, Beamish Red Ale, Caffrey’s Irish Ale, Goose Island Kilgubbin Red Ale, Murphy’s Irish Red (лагер), Boulevard Irish Ale, Harpoon Hibernian Ale.